# S3W
S3W Sagon ist eine von Luftfahrzeugen einsetzbare Wasserbombe aus russischer Produktion. Die Bombe verfügt über einen Suchkopf und dient zur U-Boot-Bekämpfung.

## Entwicklung
Die S3W wurde in den 1980er Jahren entwickelt. Erstmals wurde sie an der MAKS 1992 der Öffentlichkeit präsentiert. Entwickelt wurde sie von GNPP Region. Der Vertrieb erfolgt durch Tactical Missiles Corporation joint stock company (JSC) und Rosoboronexport.

## Technik
Die S3W kann von Flugzeugen oder Hubschraubern abgeworfen werden. Der Abwurf erfolgt auf eine vermutete oder lokalisierte Position des U-Bootes. Nach dem Abwurf entfaltet sich am Bombenheck ein Fallschirm und die Bombe schwebt auf das Wasser. Beim Auftreffen auf die Wasseroberfläche löst sich der Fallschirm von der Bombe und das in der Bombenspitze untergebrachte aktiv arbeitende Sonar wird aktiviert. Während die Bombe in Richtung Meeresboden sinkt, sucht das Sonar nach U-Booten. Wird ein Ziel erfasst, so steuert die Bombe mit Hilfe von Steuerflächen auf das Ziel zu. Die Zündung des 19 kg schweren Hohlladungs-Sprengkopfes erfolgt durch einen Aufschlagzünder. S3W kann U-Boote in einer Tiefe von 150 bis 600 m bekämpfen. Die Sinkgeschwindigkeit der Bombe liegt bei 16,2 m/s. Die Bombe erreicht während des Absinkens einen Kurs in einem Anstellwinkel von 60 bis 90°. Dadurch kann sie in der Horizontalen eine Distanz von bis zu 450 m zurücklegen. Der Suchsektor des Sonars beträgt 120°.

## Varianten
- S3W Sagon-1: Initialversion, eingeführt in den 1990er Jahren.[3]
- S3W Sagon-2: Verbesserte Version ab 2017 mit einem Gewicht von 120 kg.[2][4]

## Trägerflugzeuge
- Iljuschin Il-38
- Kamow Ka-27/28
- Mil Mi-14[2]
- Tupolew Tu-142